# Gare de Brignoud
Gare de Brignoud vasútállomás Franciaországban, Villard-Bonnot településen.

## Vasútvonalak
Az állomást az alábbi vasútvonalak érintik:
- Grenoble–Montmélian-vasútvonal

## Kapcsolódó állomások
A vasútállomáshoz az alábbi állomások vannak a legközelebb:
- Tencin - Theys railway station
- Gare de Lancey
- Gare de Goncelin